# Physalis philadelphica
Il tomatillo (Physalis philadelphica Lam., 1786) è una pianta della famiglia delle Solanacee,  originaria del Messico e dell'America centrale i cui frutti sono un elemento base della cucina locale. I frutti sono piccoli, sferici, di colore verde o verde-viola e portano lo stesso nome. Il tomatillo è coltivato come pianta annuale in tutto l'emisfero occidentale; i frutti sono usati per la preparazione di salse tipo chili o consumati fritti, bolliti o cotti al vapore.

## Descrizione
Il frutto del tomatillo è circondato da una buccia, non edibile, simile alla carta, formata dal calice. Quando raggiunge la maturazione riempie la buccia che al momento del raccolto può presentarsi aperta, di colore marrone, mentre il frutto maturo presenta diverse colorazioni variabili dal giallo, al rosso, al verde o anche viola. I tomatilli sono l'ingrediente chiave di molte salse verdi, sia cotte che crude, della cucina messicana e centro-americana. La freschezza ed il colore verde della buccia sono criteri di qualità. Il frutto deve essere sodo e il colore verde brillante; il gusto acido ed il colore verde sono le principali doti culinarie.

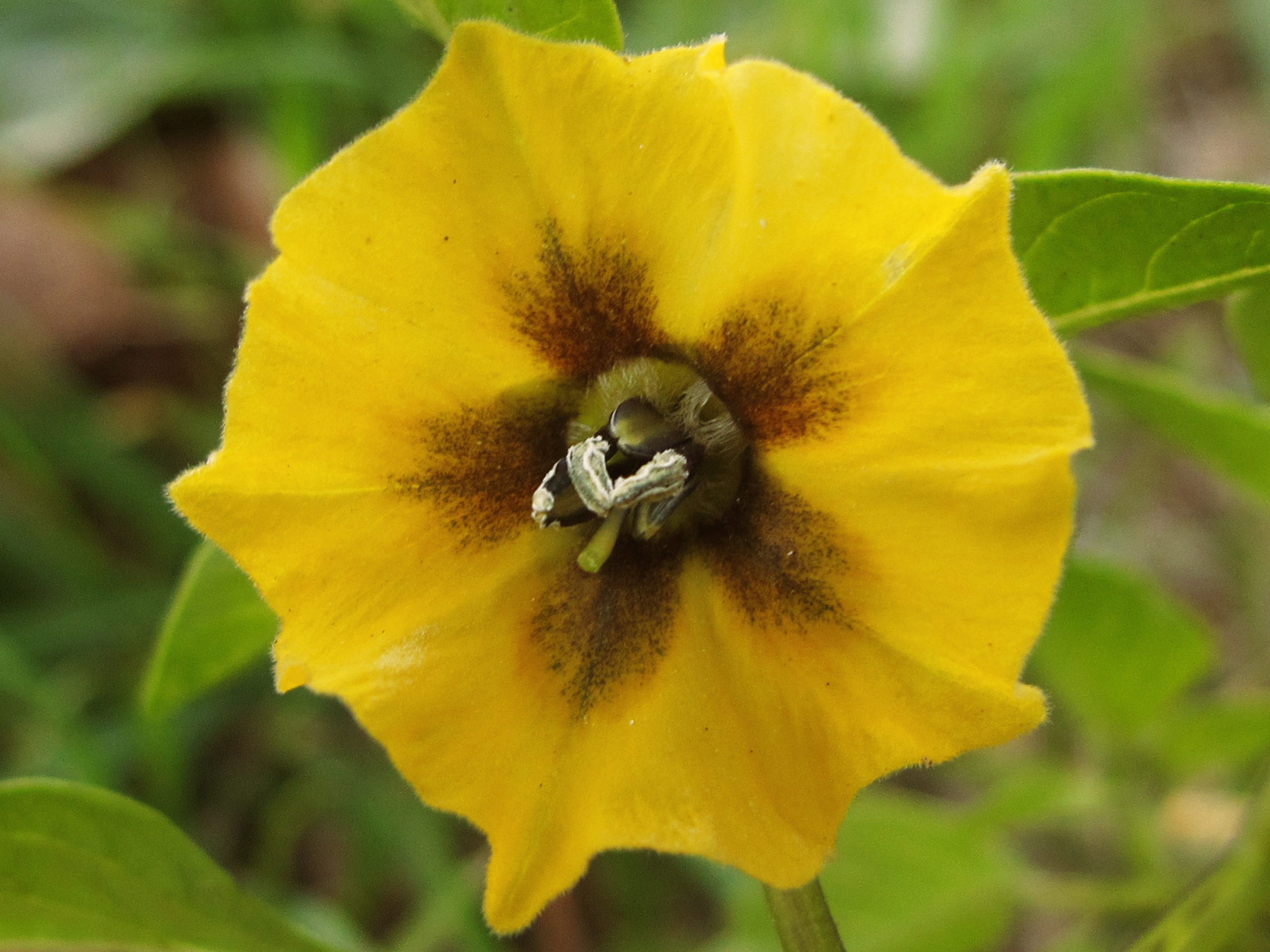
Fiore di tomatillo
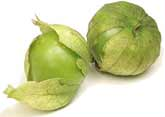
Frutti di tomatillo verde
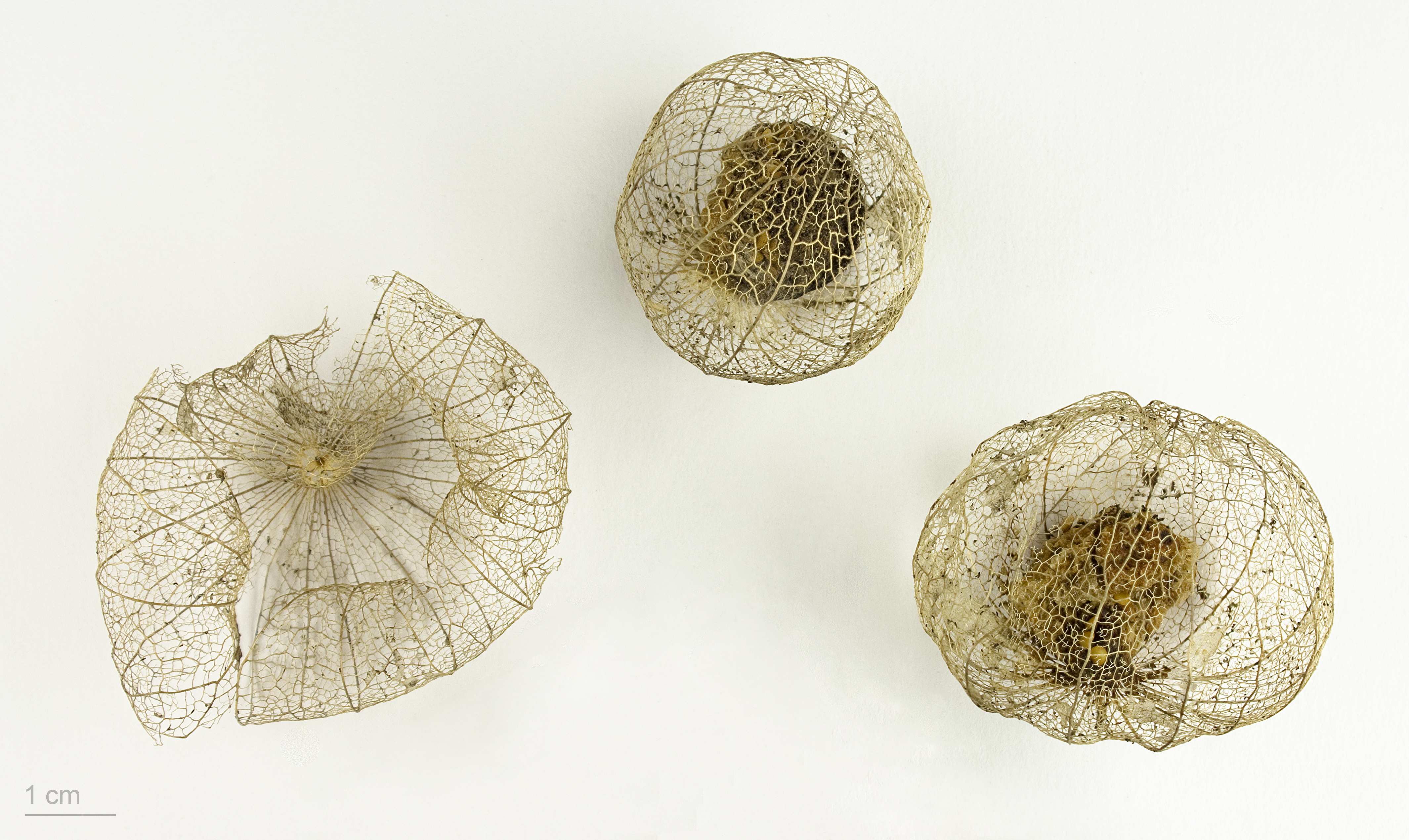
Esemplari essiccati da un museo

### Cultivar
Le cultivar a frutto viola e rosso hanno un sapore leggermente dolce a differenza delle cultivar verdi e gialle, e sono quindi un po' più adatte ad essere utilizzate come frutta per la preparazione di marmellate e conserve. Come il Ribes del Capo (Physalis peruviana), loro parente stretto, i tomatilli hanno un alto contenuto di pectina. Un'altra caratteristica è che tendono ad avere un rivestimento di un succo appiccicoso di grado variabile (melata), soprattutto sul lato verde fuori della buccia.
Le piante di tomatillo sono altamente autoincompatibili (autosterili), e pertanto due o più piante sono necessarie per una corretta impollinazione. Le piante di tomatillo cresciute isolate raramente producono frutti per mancata allegagione, fatto confermato dalla ricerca condotta da Kamla Kant Pandey nel 1957. I tomatilli maturi si mantengono in frigorifero per circa due settimane; si conservano più a lungo se privati della buccia e collocati in sacchetti di plastica sigillati. Possono anche essere congelati interi o tagliati.

## Nomi
Il tomatillo è anche conosciuto come "pomodoro con buccia" (husk tomato), "jamberry", "ciliegia con buccia" (husk cherry), o "pomodoro messicano", ma l'ultimo è il più consono per descrivere questo piccolo frutto. 
Questi nomi possono riferirsi anche ad altre specie del genere Physalis. In spagnolo, si chiama tomate de cáscara, tomate de fresadilla, tomate milpero, tomate verde (pomodoro verde), tomatillo (questo termine in Messico significa "piccolo pomodoro"), miltomate (in Messico e Guatemala), o semplicemente tomate (in qual caso il pomodoro è chiamato jitomate).
Anche se i tomatillo sono a volte chiamati "pomodori verdi", non devono essere confusi con i comuni pomodori acerbi: i Solanum lycopersicum, pomodori della stessa famiglia, ma di un genere diverso.
Il nome originale del tomatillo è "tomate" (in Nahuatl: tomātl, che significa “acqua grassa” o “cosa grassa”). Quando gli Aztechi iniziarono a coltivare un frutto simile, ma più grande e rosso, chiamarono la nuova specie "jitomate" (“acqua grassa con ombelico” o “cosa grassa con ombelico”). Dopo la conquista di Tenochtitlán, gli spagnoli esportarono i pomodori (jitomates) nel resto del mondo con il nome di "tomate", e nel mondo ora si usa la parola "tomato" ("tomate") per indicare il pomodoro rosso al posto di quello verde. Il termine "tomate", per riferirsi al tomatillo, è ancora in uso tra la popolazione del Messico centrale.